# 黑门 (贝桑松)

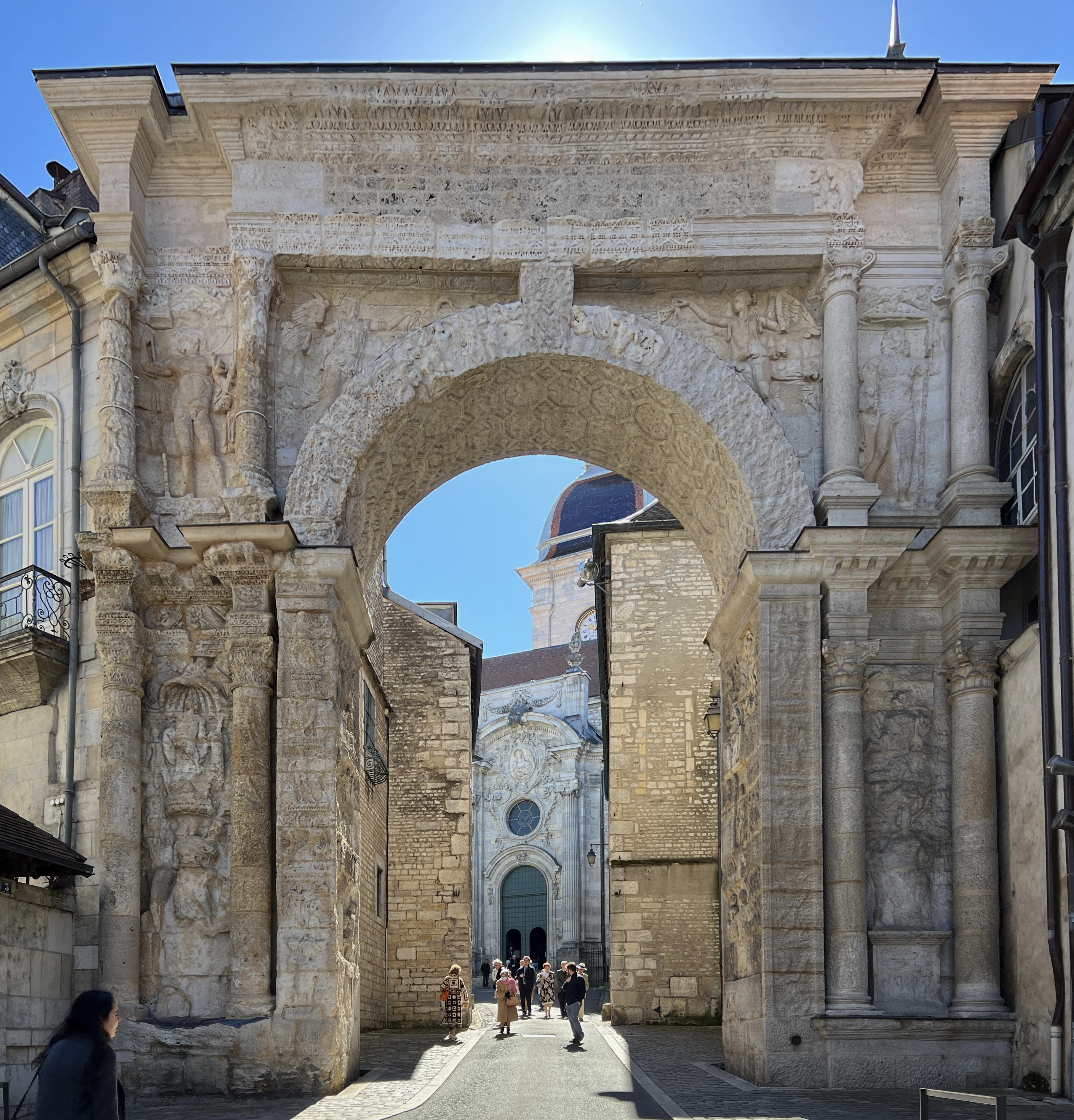

黑门（Porte Noire）是一座古罗马凯旋门，位于法国勃艮第-弗朗什-孔泰大区杜省省会贝桑松。
这座石灰岩拱门位于罗马城市南北主干道“卡多”的南端。它宽5.6米，高11.2米。两个立面相同，其中北立面保存得较好。

## 历史
研究表明，黑门的历史可以追溯到公元二世纪下半叶马可·奥勒留皇帝在位期间。据信，对战争的刻画展示了他的收养兄弟 、共治皇帝卢基乌斯·维鲁斯在161-166年罗马-安息帝国战争中的胜利。公元175年左右当地塞夸尼人高卢部落的骚乱，可能是竖立拱门的触发事件，用以纪念马可·奥勒留恢复和平。另一种假设是，黑门纪念的是同一位皇帝在公元176年战胜日耳曼人，这比纪念镇压帝国内部的动乱更有可能。
在墨洛温王朝时期，黑门被用作防御工事。黑门原本色彩鲜艳，然而在数百年中被火烧黑。自11世纪以来一直称为黑门。 拱门的上部和顶部的皇帝雕像已不存在，侧面教区,现在是神父楼，属于总教区建筑的一部分；其底部已埋在路面以下一米处。
1840年，黑门列为第一批法国历史遗迹。 2007年，启动了修复项目，于2009年至2011年施工，将黑门修复到最初的颜色。修复费用总额为1,279,720欧元，由贝桑松市、杜省、弗朗什-孔泰大区和法国国家出资。

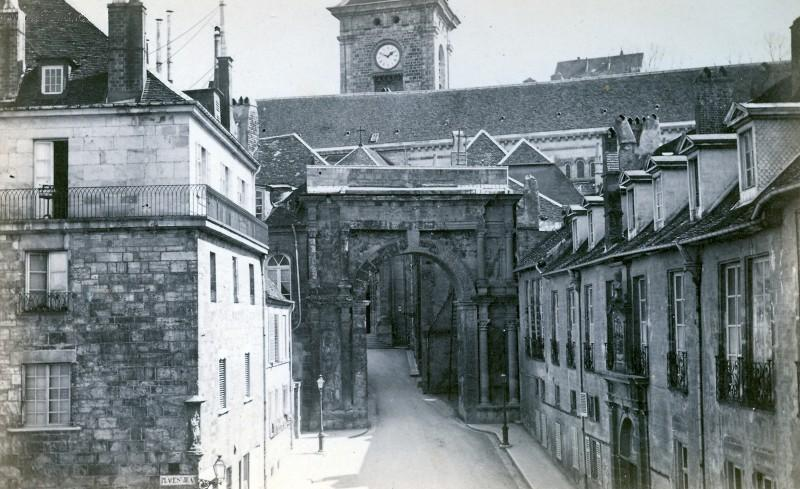
20世纪初
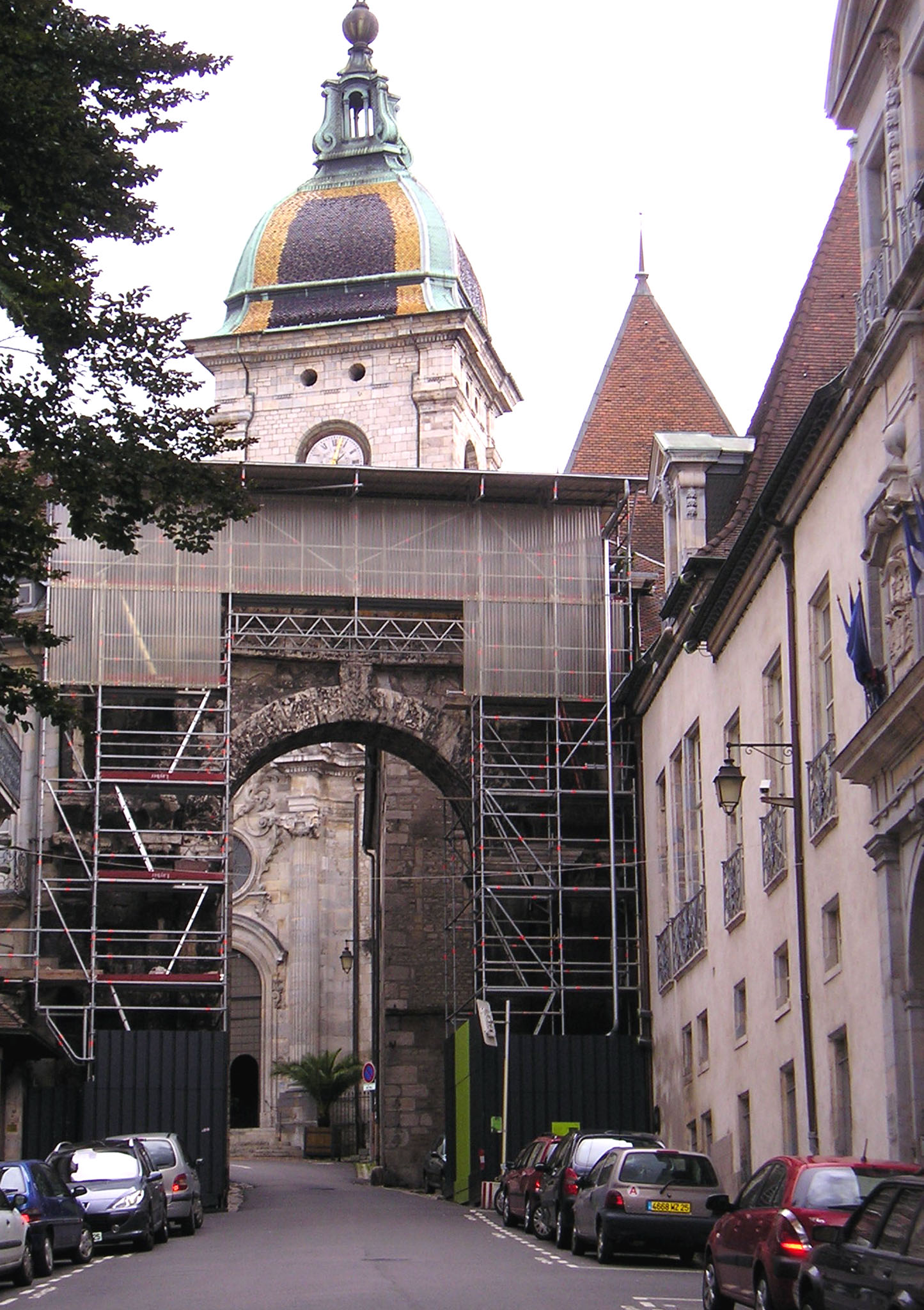
2007年
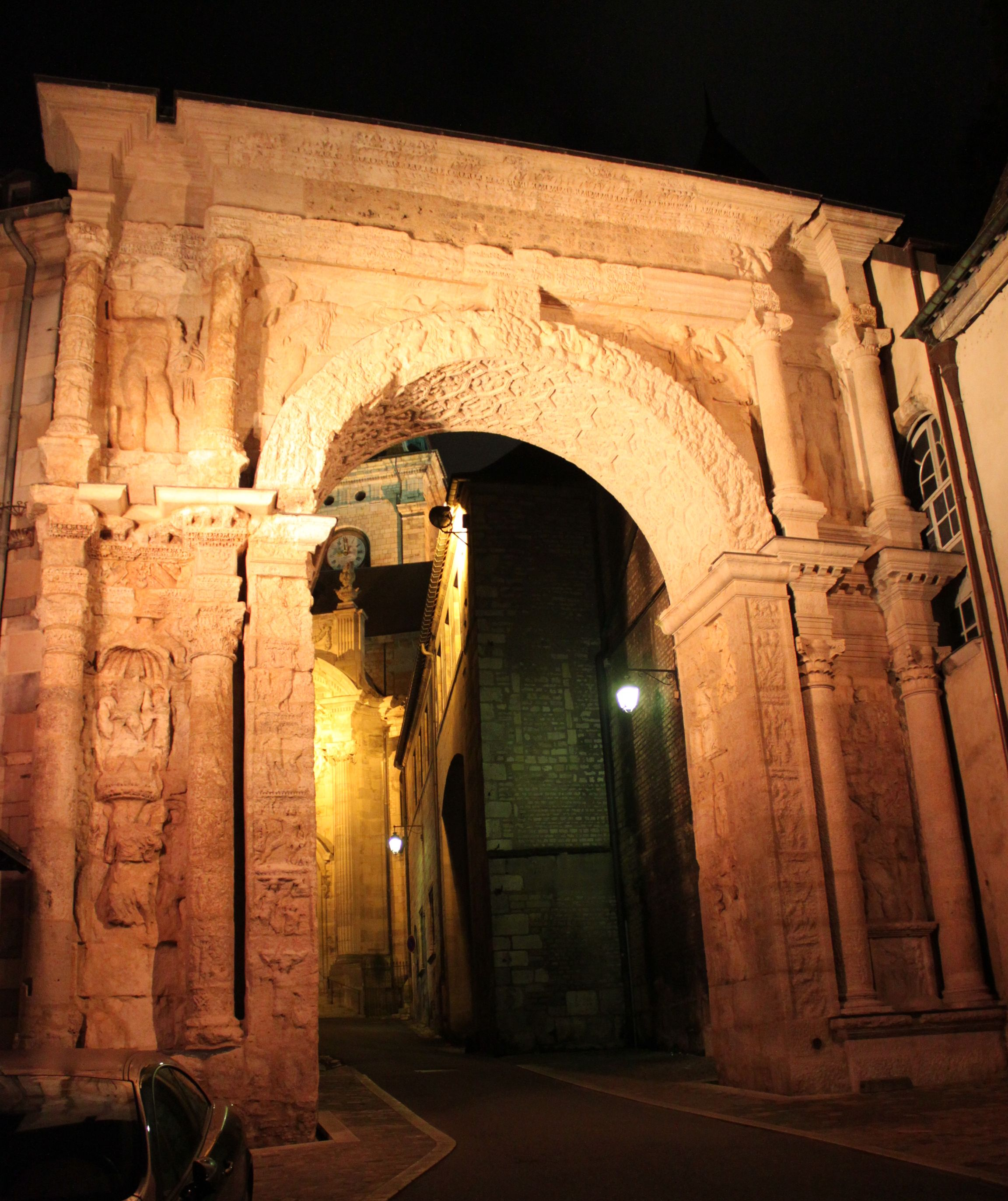